# Abadengo de Torío
Abadengo de Torío es una localidad española, perteneciente al municipio de Garrafe de Torío, en la provincia de León y la comarca de Tierra de León, en la Comunidad Autónoma de Castilla y León. 
Situado en la margen derecha del Río Torío.
Los terrenos de Abadengo de Torío limitan con los de Ruiforco de Torío al norte, La Mata de Curueño, Santa Colomba de Curueño y Gallegos de Curueño al noreste, Barrillos de Curueño y Barrio de Nuestra Señora al este, Santa María del Monte del Condado, Villamayor del Condado, Villafeliz de la Sobarriba y Santovenia del Monte al sureste, Palacio de Torío al sur, Palazuelo de Torío al suroeste, Valderilla de Torío al oeste y Garrafe de Torío al noroeste.
Perteneció a la antigua Jurisdicción del Abadengo de Torío.